# Davide Mandelli
Davide Mandelli (Monza, 28 juni 1977) is een Italiaans voetballer.
Vanaf het seizoen 2004-2005 speelt hij in de selectie van Chievo Verona. Daarvoor speelde hij onder andere bij AC Siena en bij Torino FC. Ondanks een voor hem persoonlijk teleurstellend seizoen, wist hij in 2007-2008 met Chievo Verona kampioen te worden van de Serie B. Hij dwong in het seizoen 2000/01 al met Torino promotie af naar de Serie A.

## Erelijst
Torino FC
- Serie B

2000-2001
 Chievo Verona
- Serie B

2007-2008

## Wedstrijden
| Seizoen   | Club             | Land   | Competitie | Wedstrijden | Doelpunten |
| --------- | ---------------- | ------ | ---------- | ----------- | ---------- |
| 1995-1996 | Monza            | Italië | Serie C1   | 0           | 0          |
| 1996-1999 | AS Biellese 1902 | Italië | Serie C2   | 88          | 0          |
| 1999-2000 | AS Varese 1910   | Italië | Serie C1   | 31          | 2          |
| 2000-2001 | Torino FC        | Italië | Serie B    | 13          | 1          |
| 2001-2003 | AC Siena         | Italië | Serie B    | 65          | 3          |
| 2003-2004 | Torino FC        | Italië | Serie B    | 38          | 0          |
| 2004-     | Chievo Verona    | Italië | Serie A    | 115         | 7          |
| Totaal    |                  |        |            | 352         | 13         |